# Cophophlebia olivata
Cophophlebia olivata là một loài bướm đêm trong họ Geometridae.